# Svatava Urbanová
 Svatava Urbanová (* 12. listopadu 1946, Frýdlant nad Ostravicí) je česká literární historička, teoretička a kritička zabývající se moderní českou literaturou, literaturou pro děti a mládež a sociologií literatury.

## Životopis
V roce 1970 absolvovala obor český jazyk – španělský jazyk na Filozofické fakultě Univerzity Palackého v Olomouci, kde tamtéž v roce 1975 obhájila rigorózní práci a získala titul doktorka filozofie v oboru česká literatura, absolvovala vědeckou přípravu a v roce 1982 se stala kandidátkou věd (CSc.), 1987 se habilitovala v oboru teorie a dějiny české literatury a v roce 2000 znovu habilitovala ve stejném oboru. Profesorkou byla jmenována prezidentem republiky Václavem Havlem v roce 2001 na návrh Ostravské univerzity v Ostravě. V letech 1973 – 1987 působila jako odborná asistentka katedry českého jazyka a literatury na Pedagogické fakultě v Ostravě, v letech 1987 – 1992 jako docentka, od roku 1992 pak jako docentka na katedře české literatury, literární vědy a dějin umění Filozofické fakulty Ostravské univerzity v Ostravě a následně jako profesorka. V letech 2003 – 2013 byla vedoucí katedry české literatury a literární vědy FF OU; 2006 – dosud ředitelka Ústavu pro regionální studia – nyní Centra regionálních studií FF OU. Zabývá se moderní českou literaturou, literaturou pro děti a mládež, regionální literaturou a sociologií literatury.

## Literární dílo
Knižně debutovala publikací Literatura pro děti a mládež na Ostravsku po roce 1945 (1984), věnovala se recepci regionální tvorby na Ostravsku a provedla rozsáhlý výzkum, jehož výsledkem je výstup v podobě publikace Region bez hranic. Sociologická sonda do vnímání literatury na Ostravsku (2001). Spolu s Ivou Málkovou připravila k vydání Literární slovník severní Moravy a Slezska 1945 – 2000 (2001) a deset z dvanácti studií o tematice domova a kulturní paměti (Souřadnice míst, 2003). Volně na ně navazuje monografie Souřadnice času a míst (2016), která byla přeložena do polštiny (Współrzędne czasu i miejsc). Rovněž se výrazně podílela na vzniku mnoha dílčích kapitol v kolektivních sbornících vydávaných doma, v Polsku a na Slovensku, vytvořila stovky hesel pro Biografický slovník Slezska a severovýchodní Moravy a pro Kulturně-historickou encyklopedii českého Slezska a severovýchodní Moravy (2005, 2014), je autorkou řady popularizačních a bibliografických příruček o české literatuře a editorkou kolektivní monografie Valašsko - historie a kultura (2014).
Dlouhodobě a cíleně se soustřeďovala na reflexi české literatury pro děti a mládež zvláště v polistopadovém období a upozornila na řadu specifických znaků, které jsou vyvozeny z dílčích interpretací konkrétních děl, přitom vedou k obecným teoretickým přístupům v celé této rozsáhlé oblasti umění (Meandry a metamorfózy dětské literatury, 2003; Sedm klíčů k otevření literatury pro děti a mládež 90. let XX. století, 2004). V současnosti se zaměřuje na autory, kteří se prosadili nejen doma, ale také v zahraničí, zejména ve španělsky mluvící oblasti, kde často přednáší (Dialogy Ivy Procházkové, 2012), zajímá se o vztah slova a obrazu (Pohyby / Movimientos, 2010; Figury a figurace, 2010) a na podoby české umělecké fotografie (Hledání souvislostí. Podoby a proměny fotografií Zdeňka Stuchlíka, 2007; Průmyslová fotografie Viktora Koláře, 2016. Je autorkou mnoha vysokoškolských skript, antologií, samostatných kapitol v literárních kompendiích. Podílela se na vzniku Slovníku českých spisovatelů od roku 1945 (1995, 1998), Slovníku spisovatelů pro děti a mládež 2. Čeští spisovatelé (2012), Dějin české literatury 1945 – 1989 (2008, 2008), Dejin slovenskej literatúry pre deti a mládež po roku 1960 (2010).

## Knižní publikace (výběrově)
- Metamorfózy dětské literatury. Olomouc: Votobia, 1999. ISBN 80-7198-379-9.
- Region bez hranic. Sociologická sonda do vnímání literatury Ostravska. Olomouc: Votobia, 2001. ISBN 80-7198-469-8.
- Souřadnice míst. Spolu s Ivou Málkovou. Šenov u Ostravy: Ústav pro regionální studia Ostravské univerzity: Nakladatelství Tilia, 2003. ISBN 80-86101-80-0.
- Meandry a metamorfózy dětské literatury. Olomouc: Votobia, 2003. ISBN 80-7198-548-1.
- Sedm klíčů k otevření literatury pro děti a mládež 90. let XX. století. Spolu s kolektivem autorů. Olomouc: Votobia, 2004. ISBN 80-7220-185-9.
- Hledání souvislostí. Podoby a proměny fotografií Zdeňka Stuchlíka. Šenov u Ostravy, FF Ostravské univerzity: Tilia, 2007. ISBN 978-80-86904-25-2.
- Pohyby / Movimientos. Ostrava: FF Ostravské univerzity, 2010. ISBN 978-80-7368-753-3.
- Figury a figurace. Studie o ilustracích, obrázkových knihách, albech, leporelech a komiksech. Ostrava: FF Ostravské univerzity, 2010. ISBN 978-80-7368-859-2.
- Dialogy Ivy Procházkové. Ostrava: FF Ostravské univerzity, 2012. ISBN 978-80-74-64-143-5.
- Współrzędne czasu i miejsc. Přel. M. Balowski a G. Balowska. Poznań: Uniwersytet im. A. Mickiewicza w Poznaniu, 2016. Bohemica Posnaniensia, fasc. 15. 283 s. ISBN 978-83-63090-92-0.
- Lumír Čmerda - (nejen) reliéfy a ilustrace. Spolu s J. Ivánkem. Ostrava: Ostravská univerzita, 2017. 228 s. ISBN 978-80-7464-935-6.
- S holokaustem za zády. Téma holokaustu v české a překladové literatuře pro děti a mládež po roce 1989. Ostrava: Ostravská univerzita, 2018. 323 s. ISBN 978-80-7464-992-9.

## Studie a stati (výběrově)
- Imaginace a utopie. In Utopia w językach, literaturach i kulturach Ślowian. Katovice: Wydawnictwo Uniwersytetu Śląskiego Katowice, 1997. s. 11-17. ISBN 83-226-0699-0.
- Teoretyczne założenia krytyki literatury dla młodzieży, czyli współczesne progi normatywizmu. In Sezamie, otwórz się! Z nowszych badań nad literatura dla dzieci i mlodzieży w Polsce i za granicą. (Wstep A. Baluch). Krakow: Wydawnictwo Naukowe Akademii Pedagogicznej, 2001. s. 31-40. ISBN 83-7271-102-X.
- Tęsknota jako pamięć ojczyzny (recepcja twórczości Milana Kundery w hiszpańskiej nauce, krytyce literackiej i publicystyce). In Bohemistyka 2002, s. 7-24. ISSN 1642-9893.
- Úvahy, otázky a otazníky nad českou literaturou na sklonku 20. století. In Studia slavica V - Slovanské studie V. Ostrava: Ostravská univerzita, 2002. s. 287-293. V. sborník FF Ostravské univerzity. Edice. ISBN 80-7042-609-8.
- Osudy a touhy po domově (Želary Květy Legátové). Bohemistyka 2003, roč. 3, s. 193-200. ISSN 1642-9893.
- Reminiscence, rekonstrukce, stylizace (Souřadnice míst v prózách Ivana Binara). In Konstanty a proměny v českém jazyce a literatuře XX. století. Wałbrzych: Państwowa wyższa szkoła zawodowa w Wałbrzychu, 2004. s. 437-445. [2004-05-15]. ISBN 83-911312-6-2.
- Poetika Stonišova románu o Paterkovi a pastýřce laní (poznámky k četbě). Studia slavica XII - Slovanské studie XII. Opole: Uniwersytet Opolski - Ostravská univerzita, 2008. s. 93-99. ISSN 1214-3111.
- Hrabalova Příliš hlučná samota jako francouzský komiks. In Język i literatura czeska w europejskim kontekście kulturowym / Český jazyk a literatura v evropském kontextu. Ratiboř: Státní vysoká škola odborná v Ratiboři, 2008. s. 477-488. [2007-09-04]. ISBN 978-83-60730-15-7.
- Vztahy české a slovenské literatury pro děti a mládež od 60. let po současnost. In Stanislavová, Z.: Dejiny slovenskej literatúry pre deti a mládež pro roku 1960. Bratislava: Literárne informačné centrum, 2010, s. 294-304. ISBN 978-80-8119-026-1.
- Generační výpověď v tvorbě Jana Balabána: (Kategorie času a identity v románu Zeptej se táty). In Konflikt pokoleń a różnice cywilizacyjne w języku i literaturze czeskiej / Český jazyk a literatura - generační střet a civilizační rozdíly. Poznań: Uniwersytet Im. Adama Mickiewicza w Poznaniu, 2012. s. 53-60. ISBN 978-83-63090-24-1.
- O obrázkových albech a vizuální poetice. On Picture Books and Visual Poetics. In O dieťati, jazyku, literatúre. / On Child, Language and Literature. 2013, roč. 1, č. 1, s. 5-16. ISSN 1339-3200.
- Básník Petr Hruška - marginálie. In Bohemistyka 2014, roč. XIV, č. 4, s. 307-326. ISSN 1642-9893.
- Děti s hvězdičkou: Téma holokaustu v české a překladové tvorbě posledních dvou desetiletích. In Bibiana - revue o umeni pre deti a mládež. 2015, roč. 22, sv. 1, s. 36-42. ISSN 1335-7263.
- Reflexe bezvýznamnosti a její možnosti zření (Milan Kundera: Oslava bezvýznamnosti - La fiesta de la insignificancia). Bohemistyka. 2016, roč. 16, sv. 1, s. 3-18. ISSN 1642-9893.
- Děti a holocaust. Téma paměti v literatuře pro děti a mládež v posledních dvou desetiletích. In Dítě, dětství a literatura. Literární archiv. Sborník PNP, 2016, č. 48, s. 31-45. ISSN 0231-5904.
- Průmyslová krajina ve fotografiích Viktora Koláře. In: Příroda vs. industriál. Vytváření prostoru v literatuře a výtvarném umění. Eds. Jan Malura, Martin Tomášek. Ostrava: Ostravská univerzita, Filozofická fakulta, 2016. s. 194-204. ISBN 978-80-7464-864-9.